# Ђенђи (име)
Ђенђи (мађ. Gyöngyi) је оригинално мађарско женско име које је потекло од имена Ђенђвер.

## Имендани
- 5. мај.
- 23. октобар.

## Варијације
- Ђенђика (мађ. Gyöngyike), имендани: 14. мај, 23. октобар